# Bautastein von Indre Bø
Koordinaten: 59° 0′ 51,4″ N, 5° 34′ 41,8″ O
Der Bautastein von Indre Bø (auch Bautastein von Bøvika genannt) steht auf einer kleinen runden Grabröse von etwa 5,0 Meter Durchmesser, mit Blick auf das Meer, auf einer Weide, nördlich des Bøveien und von Indre Bø in Randaberg bei Stavanger im Fylke Rogaland in Norwegen.
Der von weitem sichtbare nadelartige Bautastein ist über 6,5 Meter hoch, an der breitesten Stelle etwa 30 cm breit und hat eine glatte Oberfläche. Der Menhir neigt sich ein wenig zur Seite.
In der Nähe steht der Runenstein von Indre Bø.